# Anton Berntsen
Anton Bernhard Berntsen, född 26 augusti 1873 i Engum, död 16 februari 1953 i Vejle, var en dansk författare och poet.
Anton Berntsen var son till skräddaren och spelmannen Bernt Laursen (1821-1905) och Ane Nielsdatter (1827-1912). Uppväxten var präglad av en pietistisk inställning till livet. Han gick i lära som möbelsnickare i Vejle 1888-1893 och arbetade därefter som snickargesäll på Joh. P. Andresen & Co:s Harmoniumfrabrik i Ringkøbing 1893-1898. Därefter upprättade han en egen harmoniumfabrik i Vejle 1901 och blev gift med Amalie Jessen (1877-1937) 1909. Författardebuten kom 1914 med diktsamlingen Noget. Därefter följde diktsamlingarna Fra Hjemmet ved Skoven (1916), Gjemm-Ævvel (1922), Megslur (1925) och Bindingsværk (1927). Till skillnad mot debuten, som var skriven på riksdanska, är dessa diktsamlingar skrivna på jylländsk dialekt och skildrar den jylländska själen och inställningen till livet. Senare diktsamlingar inkluderar Inderlomm (1930), Skribbenskaller (1933), Bøen aa gammel Folk (1937), Awtensææd (1943) och Difie snees. Nye og ældre Vers (1953). Berntsens författarskap inkluderar även små prosaberättelser som Niels Væwwers Rejjs (1918), Smaafolks Faanøwels (1920) och Skowwer (1923). Bland övriga verk finns Halanden Daw a en Attemedde (1919), Småfolks Fanøwels (1920), Nogle jydske Spillemænd (1921) och Gammeldags Gudsfrygt (1931) samt skådespelet Da Tækkemandens flyttede (1932). 1936-1952 utgav han varje år en epigramsamling vid jultid, och enskilda dikter blev tryckta i Vejle amts Folkeblad. Berättelsen På Nebo Bjerg (1928) och hans memoarer från 1950 skildrar hans uppväxt.